# Uréparapara
Ureparapara è un'isola dell'Oceano Pacifico, nello Stato di Vanuatu.
È la terza per dimensione delle Isole Banks nella provincia di Torba. Si tratta di un vecchio cono vulcanico, la cui erosione del mare sulla sua costa orientale ha formato Divers Bay, un'insenatura ampia circa 3 km.
Sull'isola sono parlate due lingue: il Lehalurup (150 persone), e il Lehali (200 persone).